# Morwhayle
Legenden om Morwhayle är en bokserie av Peter Bergting från Bokförlaget Semic. Första boken, Häxmästaren, utkom i maj 2011. Del två, Demonprinsessan utkom i maj 2012. Serien utspelar sig i Arzakkali, samma värld som serieromanen The Portent och romanserien De dödas rike utspelar sig i.

## Utgivning

### Romaner
- "Legenden om Morwhayle: Häxmästaren" – 2011
- "Legenden om Morwhayle: Demonprinsessan" – 2012
- "Legenden om Morwhayle: Dödens stad" – 2013
- "Trolldomsakademien: Eldhäxan" – 2014
- "Trolldomsakademien: Isskeppet" - 2015

### Noveller
Det finns också flera kortromaner som utspelar sig i samma värld som romanserien. Kortromanerna finns samlade i en gratis epub.
- "Sochelnik" – 2011
- "Lastkajen" – 2011
- "Gorgobestor" – 2011
- "Kryptan" – 2011
- "Adler Holsts vidare öden" – 2011
- "Sha-Guraths torn" – 2011

### Barnböcker
Se även huvudartikeln "De dödas rike".
- Övergiven värld
- Havsdemonerna
- Fasornas port
- Dödens drottning
- Åter till urskogen
- Demonernas hämnd

### Serier
- "The Portent" (2007)

Fristående serieepisoder publiceras i magasinet Utopi. Sammanlagt 6 episoder är planerade.
- "Varulvsbroder" – 2012
- "Profetian" – 2012
- "Dimskärs förbannelse" - 2012

### Rollspelet
- Spelet om Morwhayle - utgivet av Fria Ligan 2013

## Teman och innehåll
Världen i böckerna är rik och komplicerad. Mytologin har utvecklats i serieromanen The Portent och serien De dödas rike och fortsätter expandera och fördjupas i Morwhayleserien, novellerna och den tecknade serien. 
- Gott/ont Böckernas huvudtema är att inget är svart eller vitt och att gränsen mellan vem som är god eller ond ofta är flytande. Det finns egentligen ingen självklar hjälte eller hjältinna.

- Anakronismer Ett typiskt särdrag är anakronismer och företeelser som traditionellt inte förväntas dyka upp i fantasyvärldar. Detta bidrar till att skapa en egen värld som har rötterna i traditionell fantasy men som samtidigt skapar något nytt. Liknande företeelser finns bland annat i fantasyrollspelet Warhammer och böckerna om Fafhrd and the Gray Mouser.

## Karaktärer

### Huvudkaraktärer
- Arteil Krill är böckernas huvudperson tillsammans med Malda Krill. Arteil är 15 år och har bott de senaste tio åren i Gopnyk tills Malda tog med honom till Morwhayle. Han har tränat svärdsfäktning större delen av sitt liv, men är också lite hemkär och har levt en väldigt trygg tillvaro i den lilla staden. Arteil älskar Morwhayle och äventyret men en liten del av honom hade ändå gärna stannat kvar i Gopnyk.

- Malda Krill är Arteils syster. Har växt upp i Peretenau. Lite galen, vet vad hon vill men oftast när det är för sent. Vill alltid få sin vilja igenom och är snar till våld om någon går emot henne. Tydligast är detta när hon är pressad, men om hon är lugn och tillfreds är hon vältalig och lätt att umgås med. Hon har ett djupt komplicerat förhållande till Arteil och vet egentligen inte vad hon ska tycka om honom, eller om hon ens litar på sin bror. Hon är aldrig helt säker på vilken sida han står.

- Scurvley Briskit var prefekt på magikerakademin. Ärkemagiker och före detta medlem av Rådet.

- Gilrem Krill  är Arteil och Maldas far. Ärkemagiker och före detta medlem av Rådet. Gilrem har ett mörkt och komplext förflutet tillsammans med Scurvely Briskit och Wurzel Stern. Under sin tid i Rådet har Gilrem begått handlingar som han aldrig skulle avslöja för Arteil. Gilrem är av den fasta övertygelsen att allt dåligt som händer är alla andras fel. Och då menar han verkligen alla andra. Gilrem är bitter och trött på världen.

- Gorgobestor är en drake som tjänat under både häxmästaren och Malda. Har ett komplicerat förhållande till familjen Krill.

- Lori Svartfamne är dotter till värdshusvärden på Dimskär. Äventyrlig och duktig på att jaga, men fast i familjeföretaget. Dömd till ett liv att skala lök och servera öl till sura äventyrare.

- Briar är en bargest och före detta vakthund hos familjen Krill. En av få återstående renrasiga bargester med obruten stamtavla är Briar egentligen en fruktad och respekterad krigare. Han kan bara inte acceptera det själv. I första boken händer dessutom något som för alltid förändrar Briars blodslinje.

### Övriga karaktärer
- Aldous Darkmuir, varulv med förflutet i Morwhayles magiakademi. Jämngammal med Arteil och Malda.
- Aneliya Krill, Arteill och Maldas mor. Aneliya dog för tio år sedan.
- Adler Holst, nattvakt i Gopnyk.
- Basia Kurow, häxa i Morwhayle med kopplingar till familjen Krill.
- Nivek och Ethr, stäpptroll med förflutet i Polwurgh. Dras med dåligt rykte. Mördare och hästtjuvar med smak för exklusiva kläder.
- Wurzel Stern, häxmästaren. Förmodad död, men hans huvud lever efter bästa förmåga vidare i en låda.

## Religioner och organisationer
Karakteristiskt för Peretenau är att de allra flesta inte tillber någon enskild gud. Istället för gudatro är många mycket vidskepliga och handeln med ockulta symboler och skyddande formler är vida spridd. Dock finns det mängder av småtempel utspridda i både Morwhayle, Idilre och längs landsvägarna där invånarna kan skänka en gåva eller be en bön till någon av de många gudomligheter som finns representerade. Detta går visserligen stick i stäv med den sekulariserade livssyn som många Peretenauer säger sig ha, men visar också hur religiösa många av dem faktiskt är om man bara skrapar lite på ytan.
- Rådet  var en samling magiker som lydde under den dåvarande besvärjarkungen Wurzel Stern. Rådet var korrupt och Peretenau blev så småningom en diktatur. Wurzel Stern förföll helt och hållet till ondskan och blev häxmästaren. Några av magikerna gjorde revolt, avsatte Wurzel Stern och placerade en ny besvärjarkung på tronen. Den nya besvärjarkungen omgav sig med vetenskapsmän och lärda män istället. Rådet som bestått av besvärjare och magiker hade spelat ut sin roll. De magiker som avsvor sig alla band till häxmästaren fick nya roller som lärare och forskare på magiakademin. Rådet återuppstod efter några i hemlighet, men nu som en underjordisk organisation med kopplingar långt upp bland de krafter som styr Peretenau. En tredje inkarnation styrs för närvarande av Gilrem Krill.

- Skapelsemyter  finns det gott om men den största och den som till stor del stöds av Goorl-Om och i modifierad version av andra religioner beskrivs följande: I början var det oändliga havet, i vilket stjärnorna och himlakropparna vilade. Från den stjärnlösa rymden över havet kom en namnlös demon. Demonen sökte länge bland världarna efter någon som passade dennes syften. En liten planet drog hans uppmärksamhet till sig och demonen fann hur mäktig magi strömmade genom den. Demonen spräckte jordskorpan, lät magin sippra ut i rännilar. Skapade ur malströmmen hav, skogar och varelser. Men demonen tröttnade snart på världen och lämnade den. Demonen fortsatte att söka. Först många miljoner år senare återvände demonen till den värld han skapat och fann den befolkad av människor som skapat egna civilisationer. Road tog sig demonen titeln "prins" över världen och satte sig att reagera. Men människorna var inte intresserade av att bli styrda och gick i krig mot sin nya härskare. Som svar skapade demonprinsen odöda som den skickade mot människorna. Demonprinsen nedkämpades till slut av krigarkonungen Goorl-Om och bands till ett magiskt vapen som denne sedan bar vid sin sida. Vapnet är sedan länge försvunnet men enligt sägnerna vill demonen bli fri från sitt fängelse så den kan återvända till den stjärnlösa rymden bortom det oändliga havet.

- Goorl-Om  är Peretenaus största religion, baserad på sägnerna om krigarkonungen Aguirre Goorl-Om. Goorl-Om är ingen gudomlighet men sägs ändå vaka över Peretenauerna. Hans präster är stenhårda krigare som beskyddar landet mot odöda och Priszcas många gråfolk. Även om det är regionens största religion är den inte oomtvistad. Många av sägnerna är rena efterkonstruktioner som "lånat" drag av andra kulter och gudar för att blidka massan. De flesta är dock överens om att Goorl-Om faktiskt existerat även om hans ursprung och roll i religionens uppkomst säkerligen är uppdiktat. Som största religion är det dock svårt för skeptiker och sekulariserade krafter att nå ut med sitt budskap. Tempelväktarna använder ofta sitt inflytande för att kväsa eventuella kritiska röster.

- Umbria  är en religion utan vare sig tempel eller präster. Umbrianerna tar hand om de dödas själar. Nästan alla visar vördnad för umbrianerna. Det är bara de mest hårdnackade skeptikerna som inte ställer ut mat eller skänker gåvor till dem.

- Mörkrets  slöja är den mörkaste av alla religioner. Anhängarna tillber den namnlösa demonprinsen som sägs ha skapat världen.

## Geografi
Det finns inga specifika "länder" i världen, även om både Peretenau och Priszca ibland felaktigt refereras till som "land". Istället delas områden in i avgränsade regioner med självstyre. Gränsen för var en region slutar och en annan börjar kan stundtals vara flytande och beroende på styre räknas även vissa städer som en egen region. Ibland används fysiska begränsningar för att avgränsa en region men i de allra flesta fall handlar det om vapenmakt – en region måste kunna försvara sig på egen hand. Peretenau och Priszca är två separata regioner men faller ändå under samma styre av praktiska och historiska orsaker. De avgränsas i norr och öster av höga bergskedjor, i söder och väst av havet. Peretenau och Idilres regiontillhörighet är starkt sammankopplat med Goorl-Oms tempelväktare som står för mer än 95 % av den väpnade makten. Till Priszca hör även områdena Nagohre, Wilderlandt och utmarkerna.
De sydvästra delarna av Peretenau är helt övergivna. I sviterna efter de stora slagen om Peretenau släpptes magi lös som förgiftat jorden för tusentals år framåt. Epicentrum ligger ungefär två mil söder om Morwhayle. I dess mitt står ett övergivet torn som en gång var hemvist för en av de magiker som var ledande i striderna om Peretenau.
- Växtlighet Här nedan beskrivs några av de växter som finns i Peretenau.

Nekrotisk vildmossa. Vildmossan blir från 30 till 120 cm hög och blommar under våren. Den förökar sig bland annat med vidsträckta vita, sega utlöpare, ibland flera kilometer långa. Stråna är gröna och kala. Bladen är 10 till 15 cm långa, mattgröna och något sträva.
Namnet är mångbottnat. Den nekrotiska vildmossan stryper all annan växtlighet men är även skyldig till större delen av de odöda som plågar Peretenau. Häxmästaren experimenterade med alternativa grödor på 60-talet. Växten var ätlig och kunde växa nästan var som helst. Häxmästaren provade att använda magi och tog fram nya arter. Resultatet var en snabbväxande planta, tålig och som drog näring ur malströmmen. Vildmossan skulle rädda Peretenau från svält under de långa vintrarna men det enda man kunde göra var att koka soppa på bladen. Det visade sig ganska snart att det var mossan som utlöste hela odöd-farsoten. Folk dog som flugor och kom tillbaka igen. Allt tack vare vildmossan. Mossan spred sig snabbt, slog ut vete och råg fortare än någon kunde ropa odöd och resten är historia.
- Kommunikationer Det finns tre större vägar. Den norra landsvägen går från Morwhayle till Kevermez, Den östra landsvägen går från Morwhayle till Ogolste. Den södra landsvägen går öster om de stora tvillingsjöarna från Idilre ända ner till Yrlecht via den övergivna tullstationen Lubukiew, Morwhayle och de förgiftade ödeslätterna i sydvästra Peretenau. Den södra landsvägen anses ofta som det säkraste sättet att ta sig från Morwhayle till Idilre och är den egentliga handelsrutten. Men även om vägen via Dimskär är längre åtnjuter den periodvis tätare trafik än den södra vägen då väder och vind ofta gör vägen öster om sjöarna svårtillgänglig. Den östra vägen är åsidosatt och anses vara för farlig för kommersiell trafik då den är en populär vandringssträcka för levande döda.

- Allmänt Året delas in i 13 månader. De flesta av regionens invånare har dock ingen koll på vilken dag eller månad det är utan använder sig istället av kalendrar där datum beror på årstidernas växlingar och fasta fenomen på himlen som regelbundet återkommande kometer.

- Valuta Valutan räknas i daler, skilling och pfennig. Valutan är gemensam för hela området, men präglas ändå individuellt för Peretenau och Priszca. Växlingskursen är ungefär 75 % mot den "inhemska" valutan och speciellt i Priszca misstror man mynt som inte är präglade i den egna regionen. Folk tjänar förhållandevis lite. En normal månadslön = 5000 pfennig = 500 skilling = 50 daler.

### Peretenau
Peretenau är områdets näst största region. Dess landskap domineras av kuperade hedar som vid kusten stupar ner i det bråddjupa havet. Ruttna träd sticker upp ur dyn, överväxta med mossa och lavar. Vidsträckt ödemark dominerar de norra regionerna där mörka berg skjuter upp ur livlös jord. Kustlinjen är täckt med ruinstäder som övergivits efter de stora krigen men det finns även välmående fiskelägen som lever av det havet förser dem med. 
En stor del av Peretenaus invånare försörjer sig som hantverkare. Cirka 25 % ägnar sig åt fiske. Endast 5 % av befolkningen ägnar sig åt jordbruk eller djurhållning. De senaste åren har man upptäckt att olja från bolzoivalen, förutom att ge fett och gott kött, kan användas för uppvärmning och belysning. Det är ett farligt jobb att jaga bolzoival men har snabbt blivit ett populärt yrke bland de yngre. 
- Morwhayle är landets näst största stad och inofficiell huvudstad, hem för magiakademin. Morwhayle är till större delen byggt på ett floddelta men norröver klättrar husen uppför bergssidan. Utanför stadsmuren står vakter och från krönet hänger stora schabrak med stadens sigill. Morwhayle är uppbyggt på ett antal öar som sitter ihop med broar men några av öarna når man bara med färja eller båt. En bred backe leder uppåt, in i staden, kantad av hus i mörka färger. De flesta byggnaderna är av sten, smala med spetsiga tak av skiffer. Viskande gudarnas gata genomkorsar hela staden och binder samman de många öarna. I väst ligger handelskvarteren där man kan köpa tobak, kryddor, formler och liknande. Österut ligger bostadskvarteren, de finaste ligger längst upp. I centrum finns det tavernor och värdshus i alla prisklasser, men den som vill äta gott och billigt tar sig gärna till hamnkvarteren. Stadens viktigaste byggnad är magiakademin med tillhörande bibliotek, men det finns även ett  operahus och flera teatrar. Längst upp i staden ligger Goorl-Oms tempel som kastar en vakande skugga över Morwhayleborna.

- Idilre är Peretenaus största stad. Säte för besvärjarkungen och officiell huvudstad. Hör geografiskt egentligen till Priszca men historiskt till Peretenau. Frågan om Idilre ska återgå till Priszca är en ständigt infekterad punkt på dagordningen.

- Ogolste var länge porten till öst då den enda farbara vägen mellan bergskedjorna mynnade ut vid de stora sjöarna som i sin tur knöt ihop kusten och Morwhayle med resten av regionen. Under de stora krigen delades den största sjön för att skära av väst från öst. En avgrundsravin med vilda forsar skiljer Idilre från bergen men en bro, femhundra meter lång har uppförts över ravinen. Ett under av stenhuggarkonst och magi står den som en mäktig påminnelse om hur viktig magin är för Peretenau.

- Dimskär är ett välbesökt värdshus vid gränsen mellan Priszca och Peretenau. Egentligen ligger det flera mil in i Priszca men ägarna har länge hävdat att den gamla gränsdragningen som baserades på kustlinjen gäller. Och enligt den så hör Dimskär till Peretenau.

- Halvvägs är ett nergånget värdshus, halvvägs till Dimskär. Ett solkigt hak kvinnor och barn bör undvika. Affärsidén med att ha ett värdshus halva vägen upp mot Dimskär har visat sig vara helt galet då de flesta ändå fortsätter resten av vägen.

### Priszca
Priszca är områdets största region och består av omtäjd vildmark och kargt stäppland. De få städer som finns är koncentrerade till den västra kusten och bergskedjan Arnakalazte. Bortom Arnakalazte väntar ett obebott kustområde med kala klippor, många mil långt.
- Murlegh är en av de äldsta städerna i landet och ligger i provinsen Priszca som angränsar till Peretenau i jämnhöjd med bergskedjan Arnakalazte. Häxmästarens torn ligger strax norr om staden, skyddat av höga berg på tre sidor och Murlegh i söder. Svarta ruiner flanker gator, överväxta med tovigt gräs, där snön ligger i drivor där den fått fäste i skydd för den bitande vinden. Även om de är ruiner står de flesta husen fortfarande upp som om stadens ondska trotsat förfallet och tidens tand. Terrängen är kuperad och trappor leder fram och tillbaks mellan husen. Det är en spökstad i ordets rätta bemärkelse.

- Kevermez är en av de nordligaste städerna i Priszca. Inklämd i ett bergsmassiv har staden en lång och mörk historia. För fem decennier sedan höll vintern landet i ett järngrepp och enda vägen in i staden var igensnöad. Staden var helt isolerad i två månader tills en vandrare nådde Amurskow och berättade om hur demoner från Murlegh belägrat Kevermez. Vad som egentligen hände är det ingen som vet men historierna om Kevermez är många. Än idag är det en stad som få beger sig till och de invånare som beger sig söderut betraktas med stor misstänksamhet.

- Amurskow Information kommer snart.[när?][förtydliga]

### Övriga regioner
- Polwurgh Stor region öster om de väldiga bergskedjorna som skiljer av Peretenauhalvön från resten av kontinenten. Polwurgh är en av de äldsta regionerna med gamla traditioner och hårda invånare. Arteil och Maldas släkt kommer härifrån. Regionen består av ett hundratal namnlösa småbyar och några få större städer. De största städerna är Kargowol, Obelsk, Noorgh, Novasola och Korazokow.

- Prispekt är en vindpinad region på det östra halvklotet. Vegetationen är i huvudsak granskog, höga berg och djupa dalar med oräkneliga sjöar. Mot kusten är landet flackare och slutar i grunda klippor mot havet där Gopnyks hamn är sista utposten för den som vill resa österut. Prispekt ligger ungefär 9 timmar före Peretenau. De största städerna är Gopnyk, Otbet (huvudstad) och Narwid.

## Varelser
- Odöda är samlingsnamnet för de varelser eller människor som antingen har dött och reanimerats eller tillhör någon av alla de raser som anses höra hemma "på den andra sidan". Under häxmästarens sista dagar vid makten användes odöda som billig arbetskraft, något som fått allvarliga efterdyningar i relationerna mellan de döda och de levande. Att hedra de döda med ritualer, levande ljus på gravar och liknande har alltid varit tradition, men efter häxmästarens fall instiftades en myndighet i Idilre vars enda syfte var att ta hand om de dödas rättigheter samt att medla mellan de döda och de levande. All direktkontakt mellan döda och levande som inte uppstår slumpmässigt är förbjuden (nekromanti faller såklart inom denna regel). Myndigheten betalar även ut skadestånd till levande som anser sig ha förföljts, skadats eller på andra sätt lidit av kontakt med de döda som de själva inte kunnat undvika.

- Varulvar var under flera år lierade med häxmästaren Wurzel Stern. De var hans elitgarde och var fruktade för sin hänsynslöshet och blodtörst. Men varulvarna föll i onåd hos häxmästaren och fann sig själva jagade och fördrivna.

- Orobouzer Ett mystiskt släkte av krumma varelser. De flyttade ned från bergen för att hjälpa häxmästaren. De är knappt en meter höga, har grov hud som är full med vårtor och de har små nästan obrukbara vingar på ryggen. Deras ansikten är små, trubbiga och påminner om fladdermöss.

- Bargester är släkt med varulvarna men kan förvandla sig till hundliknande varelser. De är kända för sin skicklighet i strid och att spåra. Efter de stora krigen om Peretenau tog sig den enda kvarvarande klanen på sig att försvara Morwhayle som den gjort till sitt hem. Bargesternas släkte har förtvinat efter år av inavel och är bara skuggor av sina forna jag. Renrasiga bargester är många gånger starkare än de som bor i Morwhayle.

- Drakar Information kommer snart.

- Umbrianer påminner om tjocka kaniner med sina utdragna nosar men med grov, ödlelik hud. De döljer sitt utseende under mörka kåpor som de drar djupt ner över ansiktet.

- Buaror är stora troll som tillhör en gammal nomadsläkt, lika starka som korkade. De är en vanlig syn i de södra regionerna där de jagar småvilt och anfaller vandrare.

- Stäpptroll kallas även för vättar eller "Poleviki" på deras hemspråk. De är sluga, elaka och mordlystna varelser med grå hud och gula ögon. Många av dem tatuerar sig för att visa familjetillhörighet och yrke. De flesta är tjuvar eller lönnmördare, men sina yrkesval till trots är många av dem måna om sitt utseende och klär sig bara i de finaste kläder.

- Sländor Information kommer snart.

- Älvor Information kommer snart.

## Magi
Magi är ett vitt begrepp och innefattar allt från enklare spådomar till formler som kan påverka hela världen. Även om magiakademin lär ut och studerar alla former av magi är vitmagin den enda som är sanktionerad av besvärjarkungen. Några få utvalda ärkemagiker har tillgång till formler ur de andra magiska inriktningarna men under strikt överinseende och hårda straff om det skulle framkomma att magikern missbrukat sitt förtroende. Några religioner har tillgång till formler, men kallar dessa för böner istället. Till exempel använder sig Goorl-Oms tempelväktare av skyddande formler, magiska vapen och offensiva besvärjelser.
- Vitmagi är den vanligaste formen av magi, och den som lärs ut på magiakademin till nya magiker.

- Svartmagi finns i flera former där de vanligaste är nekromanti och konsten att hantera odöda. Efter häxmästarens fall är svartmagi helt och hållet förbjuden. Förbudet sträcker sig så långt som att Goorl-Oms tempel klassificerat den som heretisk. Straffet för de som dristar sig att utöva svartmagi är döden. Även häxeri faller inom denna kategori men de styrande i Morwhayle ser mellan fingrarna när det gäller häxeri då häxor är en viktig del av stadens kulturella arv. Även i Idilre försiggår utövande av svartmagi bakom fördragna gardiner, och flera häxor är allmänt kända. Men det betyder inte att de står över lagen och det gäller att hålla sig väl med de styrande för att undslippa stupstocken. Exempel på formler är: Tala med död, Animera död, Förgöra odöd, Kontrollera elementen.

- Simpel magi är enklare magi som ofta säljs som formler, redo att använda. De flesta magiker kan även hantera simpel magi utan problem. Exempel på formel är: Liten illusion.

- Magiska vapen Information kommer snart.

- Portaler är tunnlar i verkligheten, antingen envägs eller tvåvägs från en plats till en annan. Portaler är instabila och kan i många fall dyka upp igen långt efter de försvunnit eller leda rakt ut i ingenstans.

- Häxkraft har egentligen väldigt lite med de övriga magiska inriktningarna att göra. Ursprungligen från Polwurg där visa kvinnor spådde i teblad och uttalade förbannelser har den spritt sig till bland annat Peretenau. Men den polwurgiska magitraditionen har anor långt äldre än så och har lagt grunden till den moderna magiforskningen. För många representerar de gamla polwurgiska formlerna den enda rena magin.

- Malströmmen Magi flödar genom världen. Under Morwhayle korsar flera magiströmmar varandra. Likt ebb och flod rör sig magin som en tidvattenström. Det finns de som tror att det går att styra malströmmen.

- Magiska föremål är en speciell kategori med förtrollade tingestar med oftast ett enda användningsområde. Ett exempel på magiska föremål är Ormstenen. Den ser ut som en liten försilvrad sten som vid ett lås ringlar ut sig i form av en orm, in i låset och låser upp det. Bara mekaniska lås kan låsas upp med en ormsten.

- Magiska växter. Det finns mycket växtlighet som är magisk, antingen i sitt ursprung, eller som med tiden har påverkats av malströmmen. Allt från växter och örter som har en faktiskt påverkbar faktor som att läka eller döda, till växter som bara blivit allmänt konstiga. Beroende på växtplats så påverkar bakgrundsstrålningen från malströmmen olika mycket. Annan växtlighet, som till exempel nekrotisk vildmossa dras till platser där det finns mycket odöda. Magiska växter kommer behandlas mer utförligt i en separat sektion.

## Inspirationskällor
Legenden om Morwhayle är inspirerad av klassisk fantasylitteratur. Där The Portent lånade friskt från wu-shu-filmer plockar Legenden om Morwhayle från böcker som Jack Vances Den döende jorden, Michael Moorcocks Stormbringer och Fritz Leibers Lankhmar-serie.